# Billboard Latin Music Awards

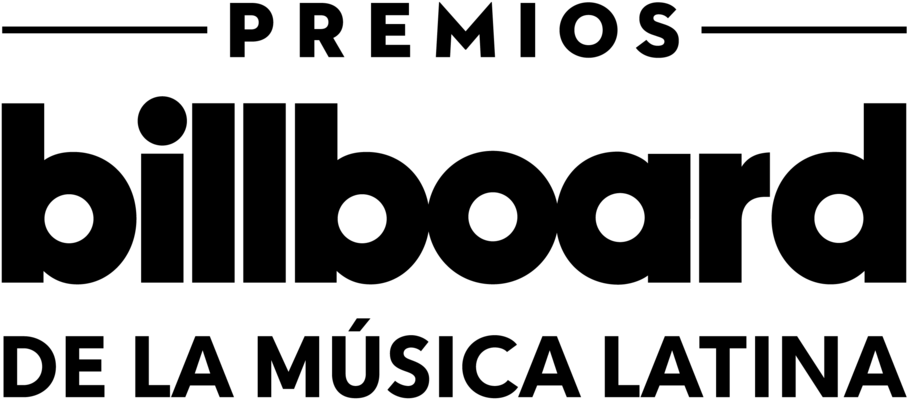

Billboard Latin Music Awards é uma premiação anual da música latina, realizada pela revista Billboard desde 1994. É exibida pela rede de televisão norte-americana de língua espanhola Telemundo e no serviço de streaming Peacock.
O cantor Enrique Iglesias ganhou 47 prêmios e a cantora Shakira ganhou 44 prêmios, sendo eles os mais premiados.

## História
A primeira cerimônia do Billboard Latin Music Awards ocorreu em 18 de maio de 1994, no Intercontinental Hotel em Miami, Flórida, sob o nome Latin Music Awards. A premiação inclui dois prêmios especiais, decididos pelo comitê editorial da Billboard: o Latin Music Hall of Fame e o Lifetime Achievement Award, para reconhecer a carreira de um artista na indústria da música latina e para homenagear uma personalidade musical que contribuiu amplamente para o gênero musical latino.
A primeira cerimônia televisionada ocorreu apenas em 1999, pelo canal latino dos Estados Unidos, Telemundo, que exibi a cerimônia desde então.
Desde 2021, o Billboard Icon Award, inicialmente entregue exclusivamente durante o Billboard Music Awards, também fpassou a ser concedido durante a cerimônia latina. Em 2022 a cerimônia introduziu o "Legend Award" dado a artistas "cuja contribuição para a música os torna um nome familiar e que mantém uma carreira que resistiu ao teste do tempo".